# La Chapelle-Glain
La Chapelle-Glain is een gemeente in het Franse departement Loire-Atlantique (regio Pays de la Loire) en telt 761 inwoners (1999). De plaats maakt deel uit van het arrondissement Châteaubriant-Ancenis.

## Geografie
De oppervlakte van La Chapelle-Glain bedraagt 35,1 km², de bevolkingsdichtheid is 21,7 inwoners per km².
De onderstaande kaart toont de ligging van La Chapelle-Glain met de belangrijkste infrastructuur en aangrenzende gemeenten.

## Demografie
Onderstaande figuur toont het verloop van het inwonertal (bron: INSEE-tellingen).